# Olevsk
Olevsk (în ucraineană Олевськ, în poloneză Olewsk) este așezarea de tip urban de reședință a raionului Olevsk din regiunea Jîtomîr, Ucraina. În afara localității principale, nu cuprinde și alte sate.

## Demografie
Componența lingvistică a așezării de tip urban Olevsk
     Ucraineană (96,91%)
     Rusă (2,8%)
     Alte limbi (0,22%)
Conform recensământului din 2001, majoritatea populației așezării de tip urban Olevsk era vorbitoare de ucraineană (96,91%), existând în minoritate și vorbitori de rusă (2,8%).

## Galerie de imagini

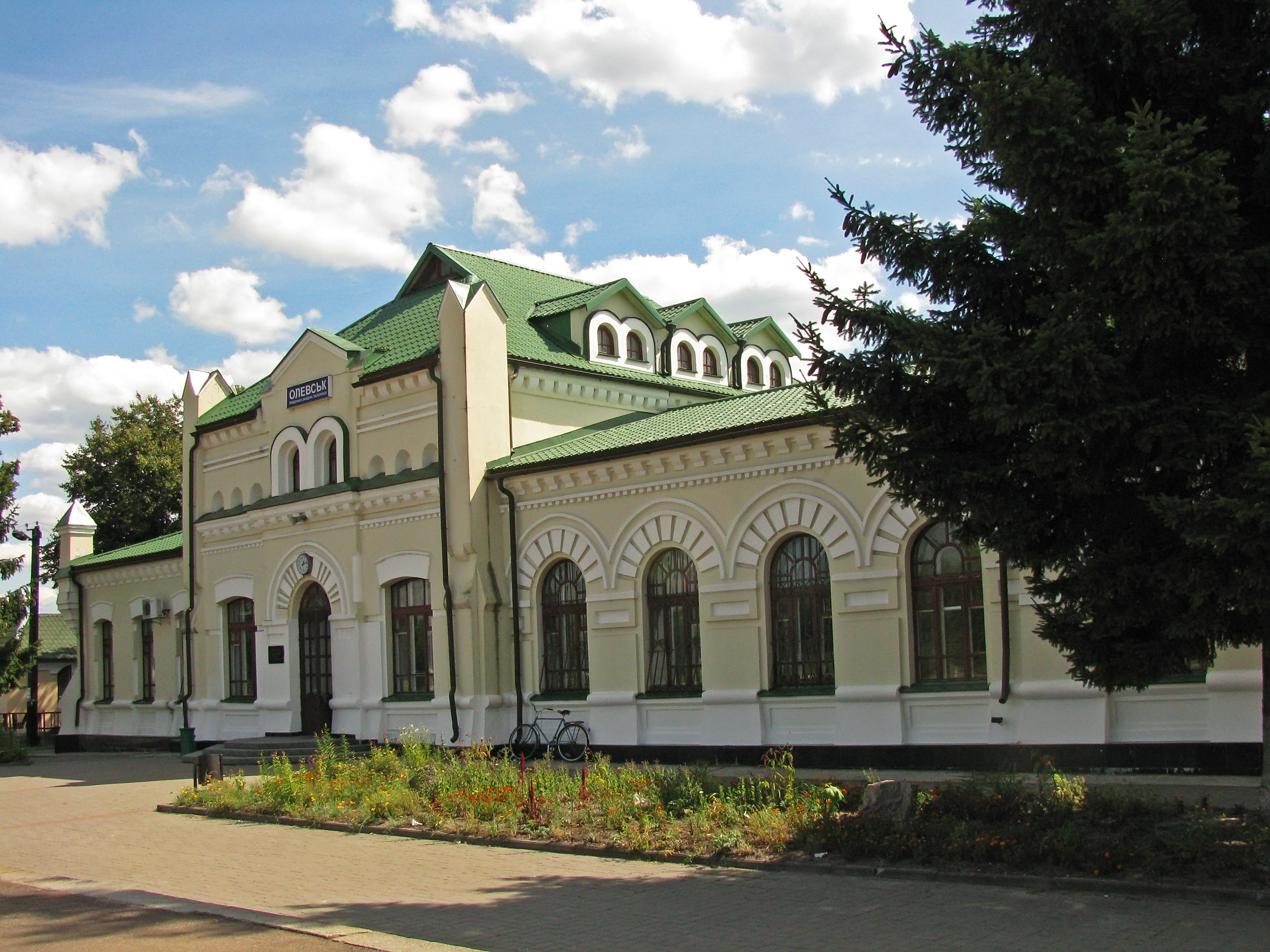
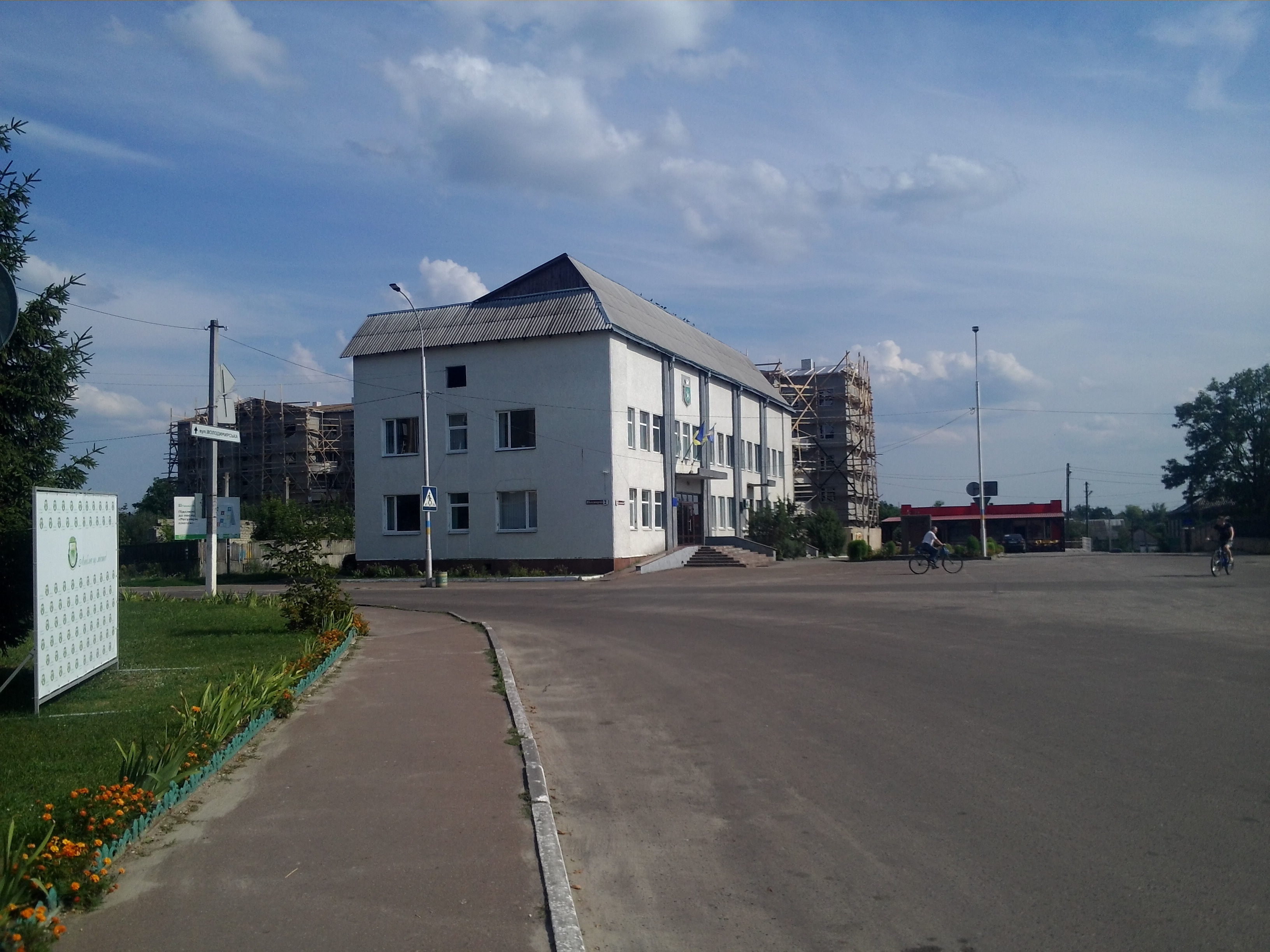
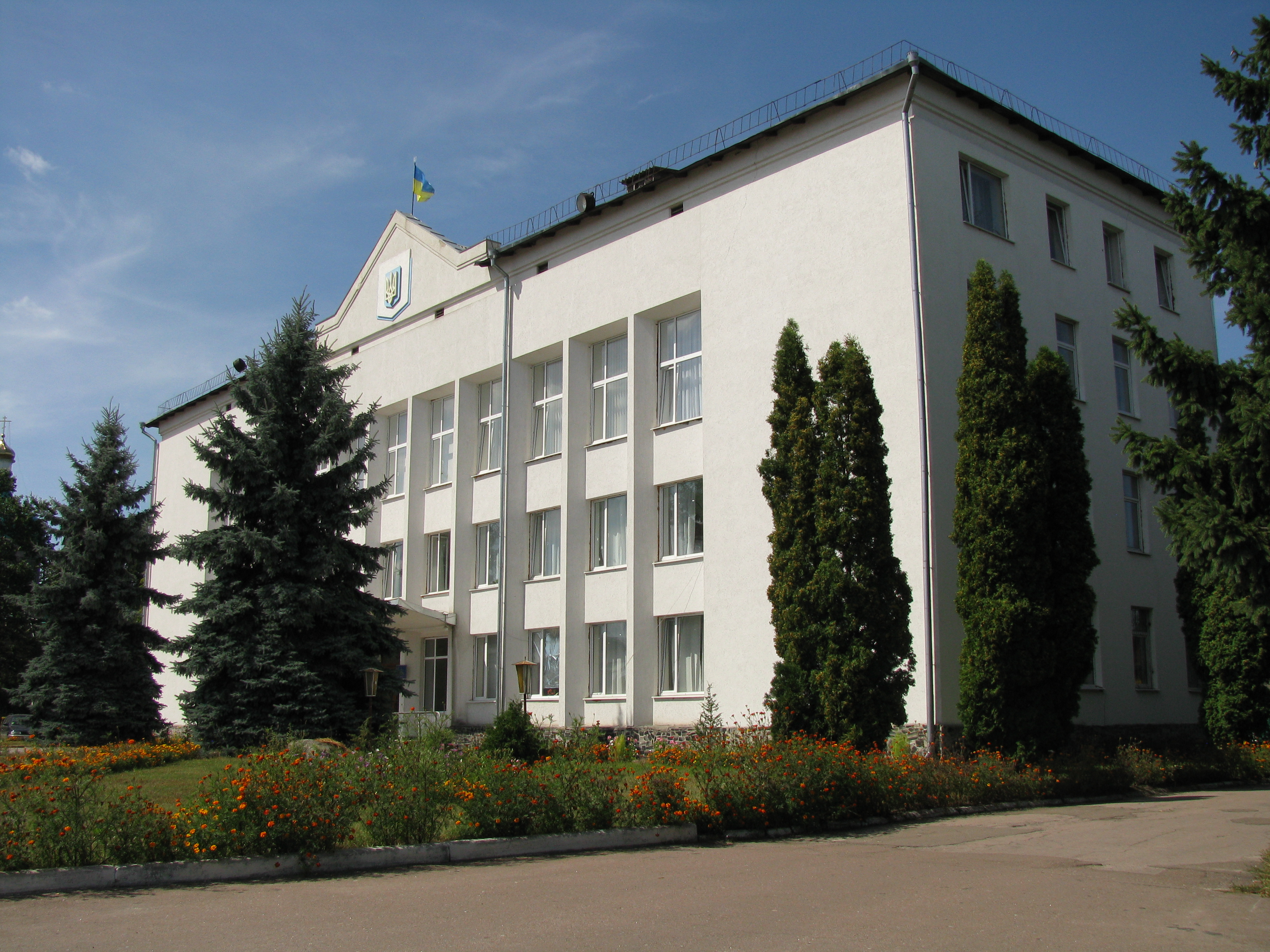
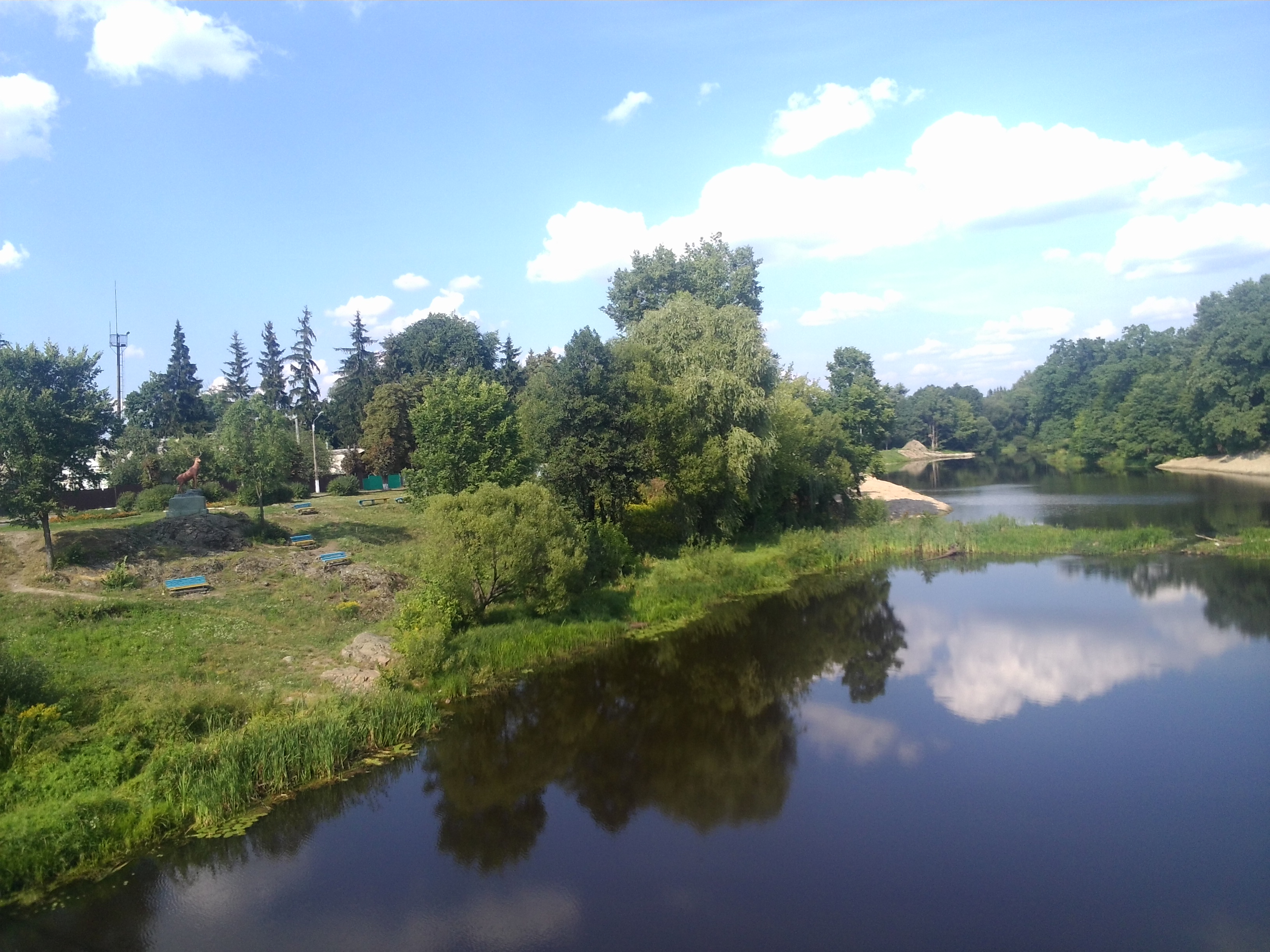

## Istoric
Marele Ducat al Lituaniei 1488–1569

 Uniunea statală polono-lituaniană 1569–1793

 Imperiul Rus 1793–1917

 RSS Ucraineană 1920–1922

 Uniunea Sovietică 1922–1941

 Imperiul German (ocupația) 1941–1944

 Uniunea Sovietică 1944–1991

 Ucraina 1991–prezent 